# Anisotremus moricandi
Anisotremus moricandi is een  straalvinnige vissensoort uit de familie van grombaarzen (Haemulidae). De wetenschappelijke naam van de soort is voor het eerst geldig gepubliceerd in 1842 door Ranzani.
De soort staat op de Rode Lijst van de IUCN als Bedreigd, beoordelingsjaar 1996.